# 11051 Расін
11051 Расін (11051 Racine) — астероїд головного поясу, відкритий 15 листопада 1990 року.
Тіссеранів параметр щодо Юпітера — 3,217.
Названо на честь французького драматурга Жана Расіна